# 義大利電視
義大利最早的電視節目播出是在1939年進行。1954年，義大利開始恢復播出電視節目。義大利最大的電視網是義大利廣播電視公司。義大利廣播電視公司是公共廣播，但經常被批評受到強烈的政治干預。義大利最大的民營電視台集團則是Mediaset。